# Замок Драм

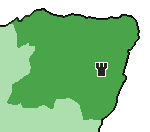
Розташування замку Драм в Абердинширі

Замок Драм (англ. Drum Castle) знаходиться в області Абердиншир, в Шотландії.
Назва замку походить від гельського «druim» — «гребінь».
Побудована в XIII столітті башта замку вважається однією з трьох найстаріших веж в Шотландії, збережених без змін. Велике крило було додано 1619 р. Подальші зміни були внесені в ході Вікторіанської епохи.
В даний час замок належить Національному фонду Шотландії.
Замок відкритий для відвідування протягом літніх місяців.

## Ресурси Інтернету
- https://www.nts.org.uk/visit/places/drum-castle [Архівовано 7 листопада 2018 у Wayback Machine.]

1. ↑  https://vocaleyes.co.uk/research/heritage-access-2022/benchmark/
2. ↑  Historic Environment Scotland ID